# 6522-es mellékút (Magyarország)
A 6522-es számú mellékút egy körülbelül két kilométer hosszú, négy számjegyű mellékút Somogy vármegye keleti részén. Leginkább Nágocs község közúti elérésében van jelentősége.

## Nyomvonala
A 6505-ös útból ágazik ki, annak 37+900-as kilométerszelvényénél, Andocs területén, a központjától északkeleti irányban. Kelet felé indul, és mintegy 700 méter megtétele után átlép Nágocs területére. 1,6 kilométer után éri el e község házait, és annak központjában véget is ér. Onnan észak felé öt számjegyű útként folytatódik, 65 115-ös számozással, ez a 6505-ös úthoz vezet vissza, és annak 40+900-as kilométerszelvényénél, Andocs-Nágocs határvonalán csatlakozik hozzá.
Teljes hossza, az országos közutak térképes nyilvántartását szolgáló kira.gov.hu adatbázisa szerint 1,949 kilométer.